# Pterostichus illigei
Pterostichus illigei is een keversoort uit de familie loopkevers (Carabidae). De wetenschappelijke naam van de soort is voor het eerst geldig gepubliceerd in 1805 door Panzer.